# Quận Winston, Alabama
Quận Winston là một quận thuộc tiểu bang Alabama, Hoa Kỳ. Tên cũ là quận Hancock trước năm 1858.
Quận được đặt tên theo John A. Winston, Thống đốc Alabama thứ 15. Dân số năm 2006 ước tính là 24.634 người. Quận lỵ là Double Springs.

## Thông tin nhân khẩu
Theo điều tra dân số 2 năm 2000, quận có dân số 24.843 người, 10.107 hộ gia đình, và 7.287 gia đình sống trong quận hạt. Mật độ dân số là 40 người trên một dặm vuông (16/km ²). Có 12.502 đơn vị nhà ở với mật độ trung bình 20 trên một dặm vuông (8/km ²). Cơ cấu chủng tộc dân cư quận gồm 97,32% người da trắng, đen hoặc 0,038% Race (Hoa Kỳ điều tra dân số), 0,46% người Mỹ bản xứ, 0,13% châu Á, Thái Bình Dương 0,01%, 0,90% từ các chủng tộc khác, và 0,81% từ hai hoặc nhiều chủng tộc. Gần 1,5% dân số là người Hispanic hay Latino thuộc một chủng tộc nào.
Có 10.107 hộ, trong đó 31,80% có trẻ em dưới 18 tuổi sống chung với họ, 59,6% là đôi vợ chồng sống với nhau, 9,10% có một chủ hộ nữ không có mặt chồng, và 27,9% gia đình được không. Gần 25,6% của tất cả các hộ gia đình đã được tạo ra từ các cá nhân, và 11,4% có người sống một mình 65 tuổi hoặc lớn tuổi hơn. Cỡ hộ trung bình là 2,43, và kích cỡ gia đình trung bình là 2,89.
Thành phần dân số theo độ tuổi với 23,7% ở độ tuổi dưới 18, 7,90% 18-24, 28,7% 25-44, 25,5% từ 45 đến 64, và 14,2% từ 65 tuổi trở lên đã được những người. Độ tuổi trung bình là 38 năm. Cứ mỗi 100 nữ giới, có 96 nam giới. Đối với mỗi 100 nữ 18 tuổi trở lên, có 93,5 nam giới.
Thu nhập trung bình cho một hộ gia đình trong quận đạt 28.435 USD, và thu nhập trung bình cho một gia đình là 32.628 đô la Mỹ. Phái nam có thu nhập trung bình 26.206 USD so với 17.760 USD của phái nữ. Thu nhập bình quân đầu người là 15.738 Mỹ kim. 17,1% dân số và 12,9% gia đình sống dưới mức nghèo khổ. 21,8% của những người dưới 18 tuổi và 23% của những người 65 tuổi trở lên đang sống dưới mức nghèo khổ.